# Vĩnh Chân
Vĩnh Chân là một xã thuộc huyện Hạ Hòa, tỉnh Phú Thọ, Việt Nam.

## Địa lý
Xã Vĩnh Chân nằm ở phía đông nam huyện Hạ Hòa, có vị trí địa lý:
- Phía đông giáp huyện Thanh Ba
- Phía tây giáp xã Lang Sơn và xã Minh Côi
- Phía nam giáp huyện Cẩm Khê
- Phía bắc giáp xã Yên Kỳ và xã Yên Luật.

Xã Vĩnh Chân có diện tích 11,11 km², dân số năm 2018 là 7.533 người, mật độ dân số đạt 678 người/km².

## Lịch sử
Địa bàn xã Vĩnh Chân hiện nay trước đây vốn là ba xã: Mai Tùng, Vĩnh Chân, Vụ Cầu.
Trải qua các thời kì lịch sử, địa danh, địa giới của xã Vụ Cầu có nhiều lần thay đổi. Theo các bậc cao niên trong làng kể lại, trước đây dân làng Vụ Cầu sống bằng nghề chài lưới, chuyên đánh cá trên sông nên có tên là Vạn Vù. Về sau, được Quan trấn Đông Nguyễn Địch Hiền vận động bỏ nghề chài lưới lên bờ khai thác đất hoang làm ruộng và buôn bán, làng đổi tên thành Vụ Cầu. Vụ Cầu gồm 2 làng: Thổ Khối và làng Vù.
Thời Pháp thuộc, xã Vụ Cầu thuộc tổng Vĩnh Chân, Hạ Hòa, tỉnh Hưng Hóa.
Ngày 15 tháng 5 năm 1903, tỉnh Hưng Hóa đổi tên thành tỉnh Phú Thọ, xã Vụ Cầu thuộc tỉnh Phú Thọ.
Xã Vĩnh Chân trước đây có 12 khu, do hai làng hợp thành là Làng Vĩnh và Chân Lao. Làng Vĩnh có năm thôn: Minh Lăng, Minh Trào, Tân Lập, Tân Tiến và Trường Thiện. Làng Chân Lao nằm độc lập như một hòn đảo. Ngoài ra xã còn quản lý khu K30 nằm dọc tuyến đường từ xã Yên Luật tới xã Hương Xạ. K30 là dải đất dài chạy dọc tuyến đường khoảng 2 km với 33 hộ dân sinh sống nằm giữa điểm giao giữa 3 xã Chính Công, Yên Luật và Hương Xạ, biệt lập với phần còn lại của xã.
Trước khi sáp nhập, xã Vĩnh Chân có diện tích 5,80 km², dân số là 4.198 người, mật độ dân số đạt 724 người/km². Xã Vụ Cầu có diện tích 2,27 km², dân số là 1.986 người, mật độ dân số đạt 875 người/km². Xã Mai Tùng có diện tích 3,04 km², dân số là 1.349 người, mật độ dân số đạt 444 người/km².
Ngày 17 tháng 12 năm 2019, Ủy ban Thường vụ Quốc hội ban hành Nghị quyết 828/NQ-UBTVQH14 về việc sắp xếp các đơn vị hành chính cấp xã thuộc tỉnh Phú Thọ (nghị quyết có hiệu lực từ ngày 1 tháng 1 năm 2020). Theo đó, sáp nhập toàn bộ diện tích và dân số của hai xã Mai Tùng và Vụ Cầu vào xã Vĩnh Chân.

## Giáo dục
Vĩnh Chân là địa điểm thứ hai của tỉnh Phú Thọ có trường tiểu học từ thời Pháp thuộc, sau thị xã Phú Thọ.